# Vino dulce natural

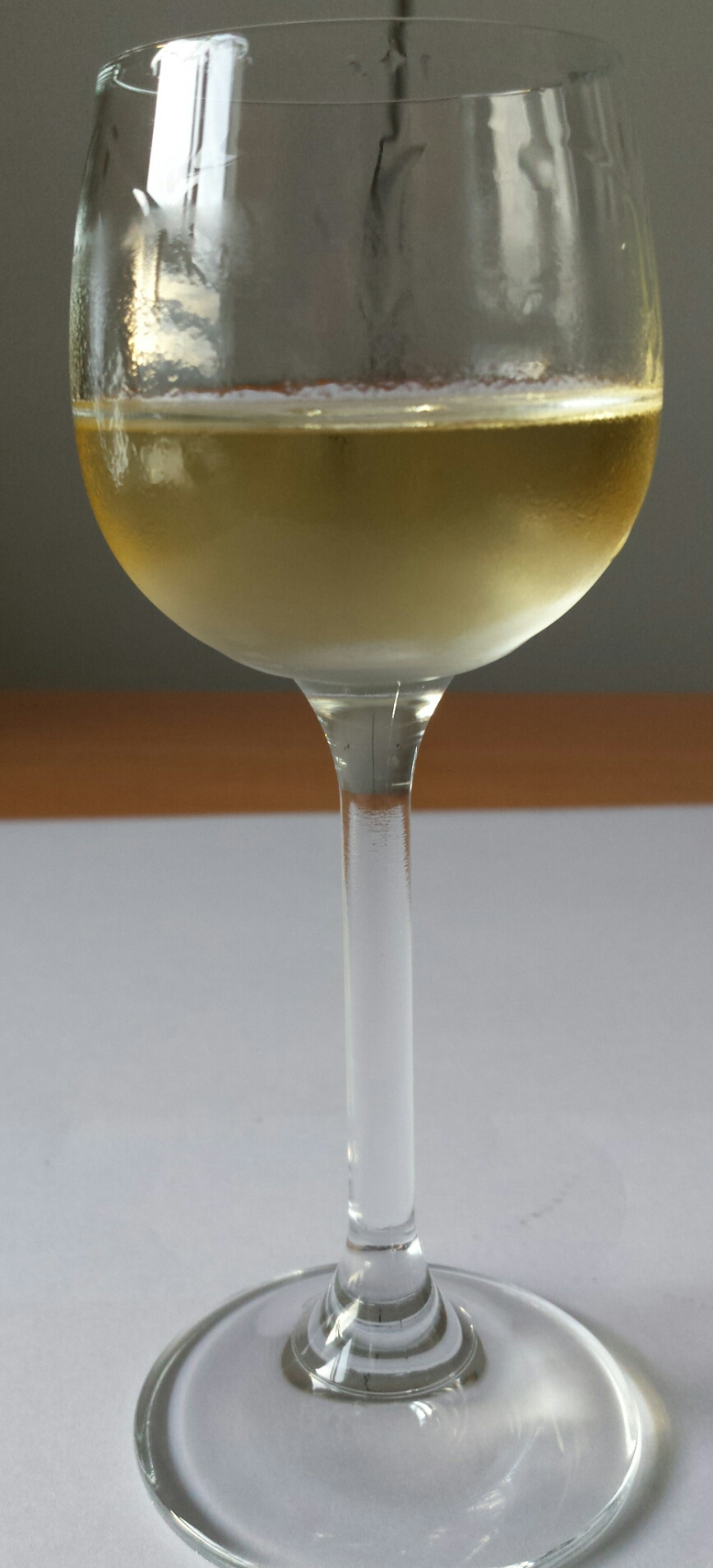
Una copa de vino dulce natural

El vino dulce natural es un vino de licor tradicional elaborado con mosto con elevado contenido en azúcares y con el proceso de un vino fortificado. El vino puede ser blanco, a partir de las variedades de Moscatel o Macabeo; tinto, elaborado con Garnacha; o rosado. 
Se retrasa la vendimia dejando sobremadurar la uva en la cepa. Cuando el mosto está fermentando, y antes de que todo el azúcar se haya transformado en alcohol, se añade alcohol en una proporción de 5 a 10% del volumen del mosto, parando la acción de las levaduras y dejando una cierta cantidad de azúcar residual no fermentada.  
Está regulado por los reglamentos de las denominaciones de origen como vino de licor de calidad (VLCPRD). El mosto debe tener una riqueza natural en azúcar superior a 250 g/l. La graduación alcohólica volumétrica natural es como mínimo de 12% volumen. Con la adición de alcohol rectificado de 96° o alcohol destilado de productos vinícolas de una graduación entre 52% vol. y 86% vol., se llega a un grado alcohólico volumétrico adquirido mínimo de 15% vol. y máximo de 22% vol. 
El nombre de «vino dulce natural» lleva a algunas confusiones. No se trata de un vino natural, sin tratamientos especiales en su elaboración, sino “de dulzor natural”, es decir, que los azúcares provienen de la uva.